# Assicurazioni Generali
Assicurazioni Generali S.p.A. hay được biết đến là Generali Group (/dʒɛˌnɜːrˈɑːlɪ/ je-nur-AH-li) là một công ty bảo hiểm của Ý có trụ sở tại Trieste. Tính đến năm 2019, nó là công ty bảo hiểm lớn nhất của Ý đồng thời nằm trong số 10 công ty bảo hiểm lớn nhất thế giới.
Công ty được thành lập vào ngày 26 tháng 12 năm 1831 dưới cái tên Imperial Regia Privilegiata Compagnia di Assicurazioni Generali Austro-Italiche. Vào thời điểm đó, Trieste từng là cảng biển quan trọng nhất của Đế quốc Áo. Công ty ngày càng có tầm quan trọng và đã trở thành một trong những nhà khai thác bảo hiểm lớn nhất ở Ý và Trung Âu. Tính đến  năm 2017, công ty xếp ở vị trí 57 trên bảng xếp hạng Fortune Global 500 và 43 theo xếp hạng của Viện Công nghệ Massachusetts về các "Công ty Thông minh nhất" toàn cầu vào năm 2015.
Các đối thủ cạnh tranh chính của Generali trên trường quốc tế là AXA, Allianz và Zurich.

## Các hoạt động

Biểu tượng của Assicurazioni Generali bắt nguồn từ lá cờ của Cộng hòa Venezia, quốc gia trước đây bị Napoleon giải thể vào ba thập kỷ trước khi công ty được thành lập.

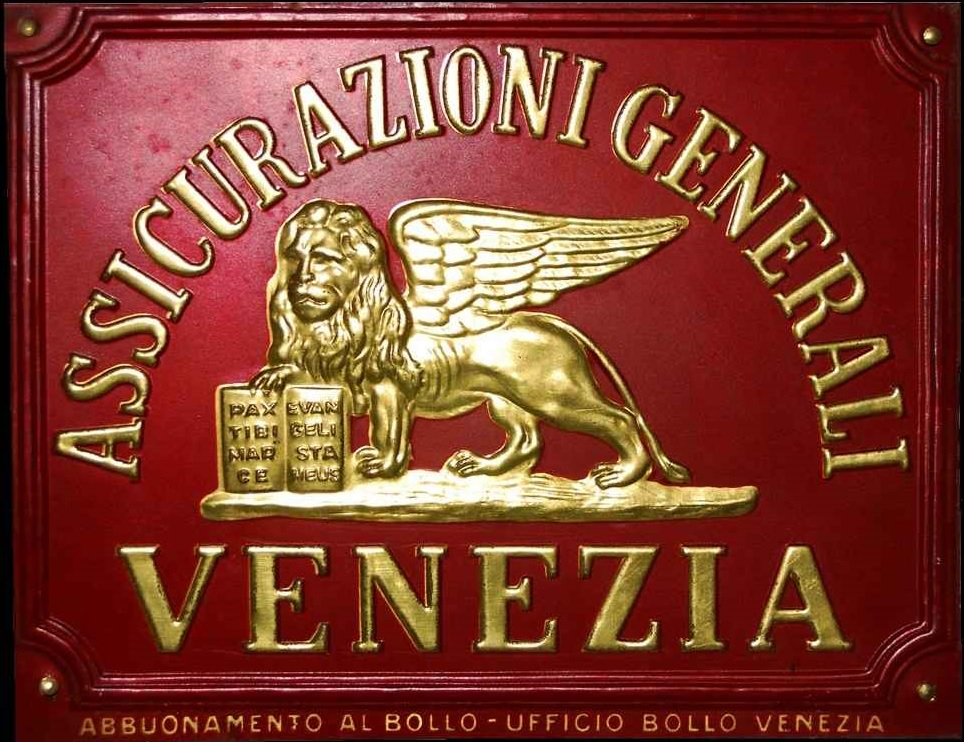
Tấm bảng kim loại nguyên bản với chữ ký mạ vàng nổi và Sư tử Saint Mark, 1924–1940.

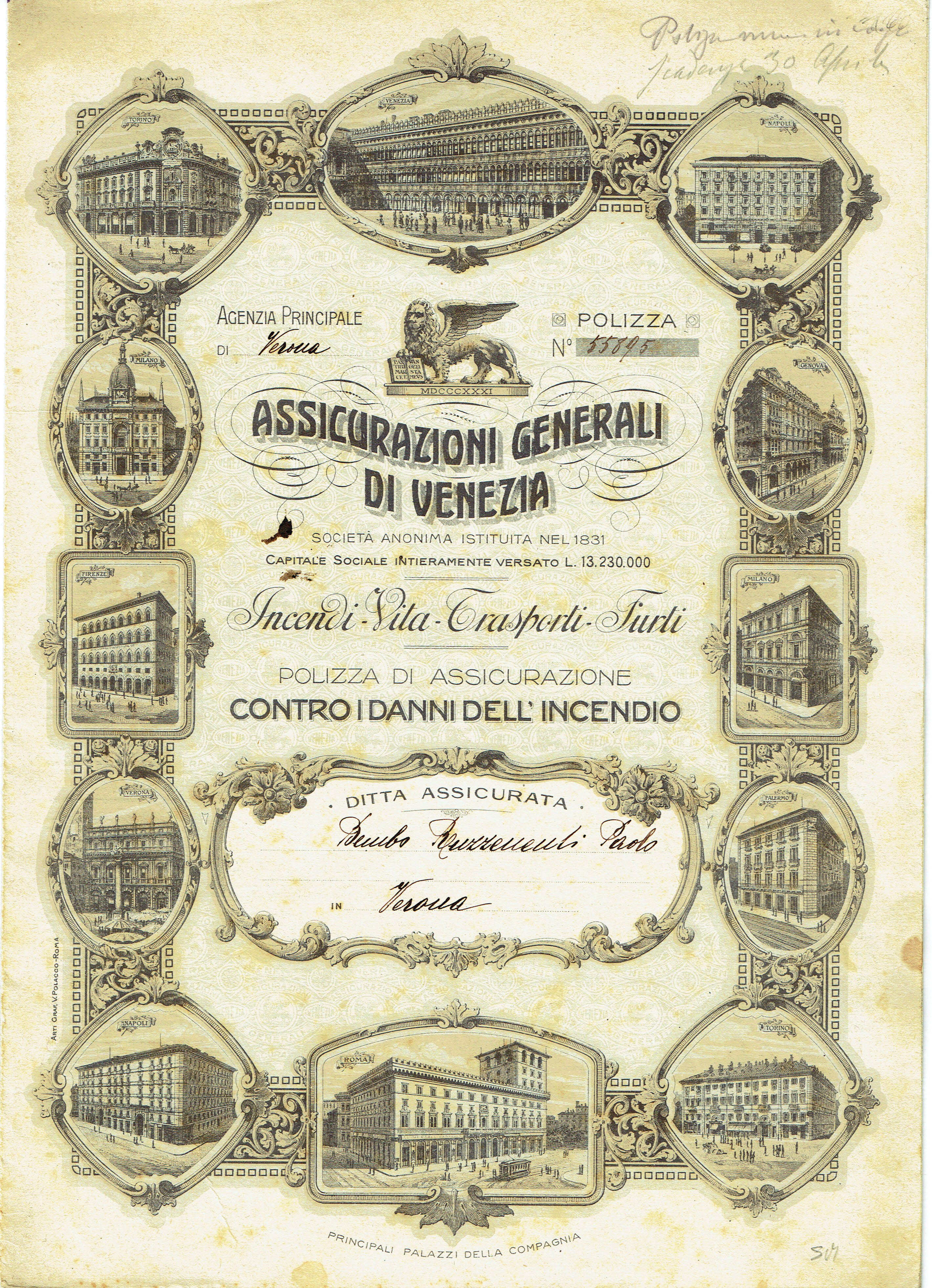
Hợp đồng bảo hiểm của Assicurazioni Generali được ban hành vào năm 1919

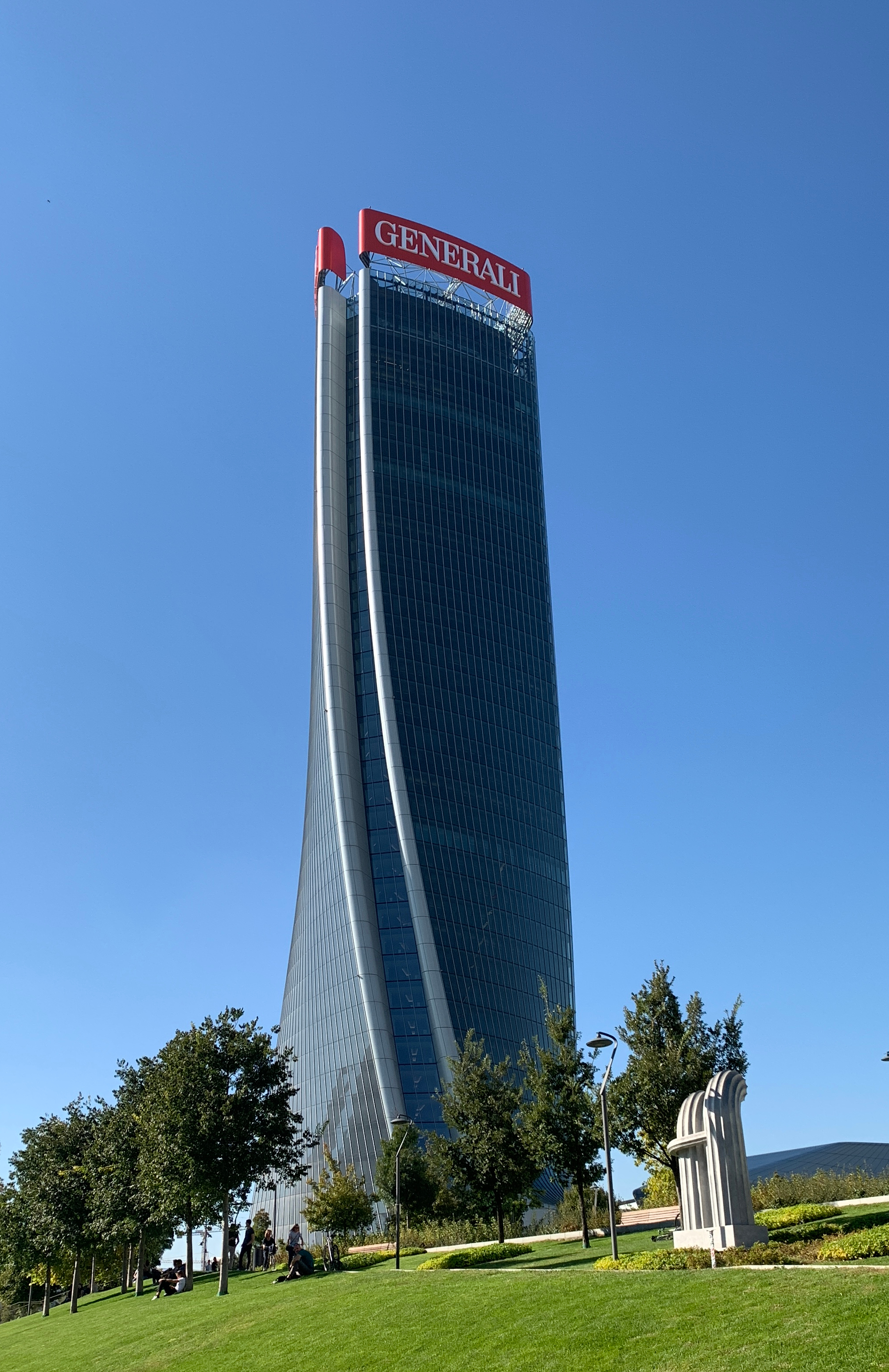
Tòa tháp Generali ở Milan

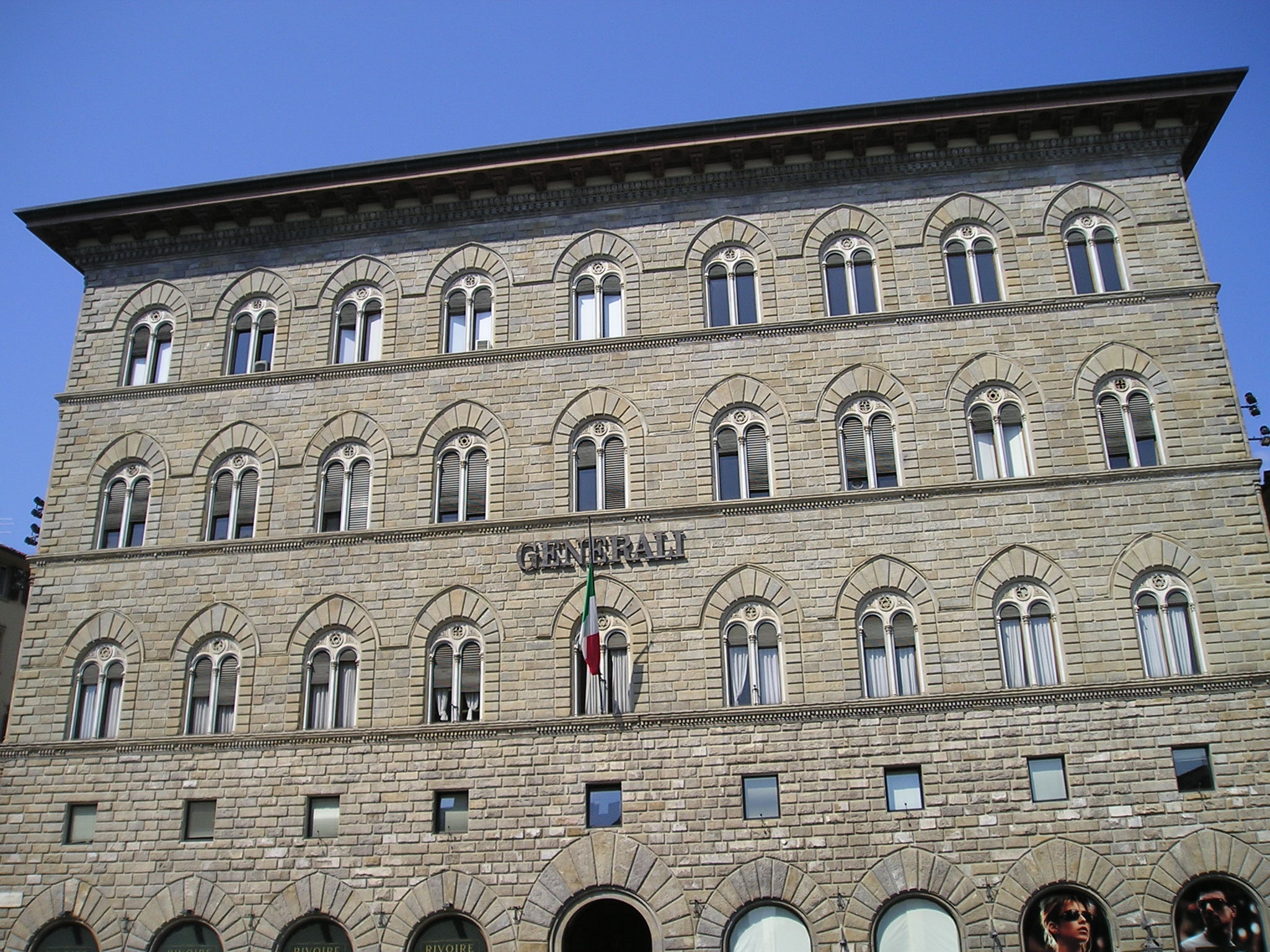
Palazzo delle Assicurazioni Generali in Florence, Ý

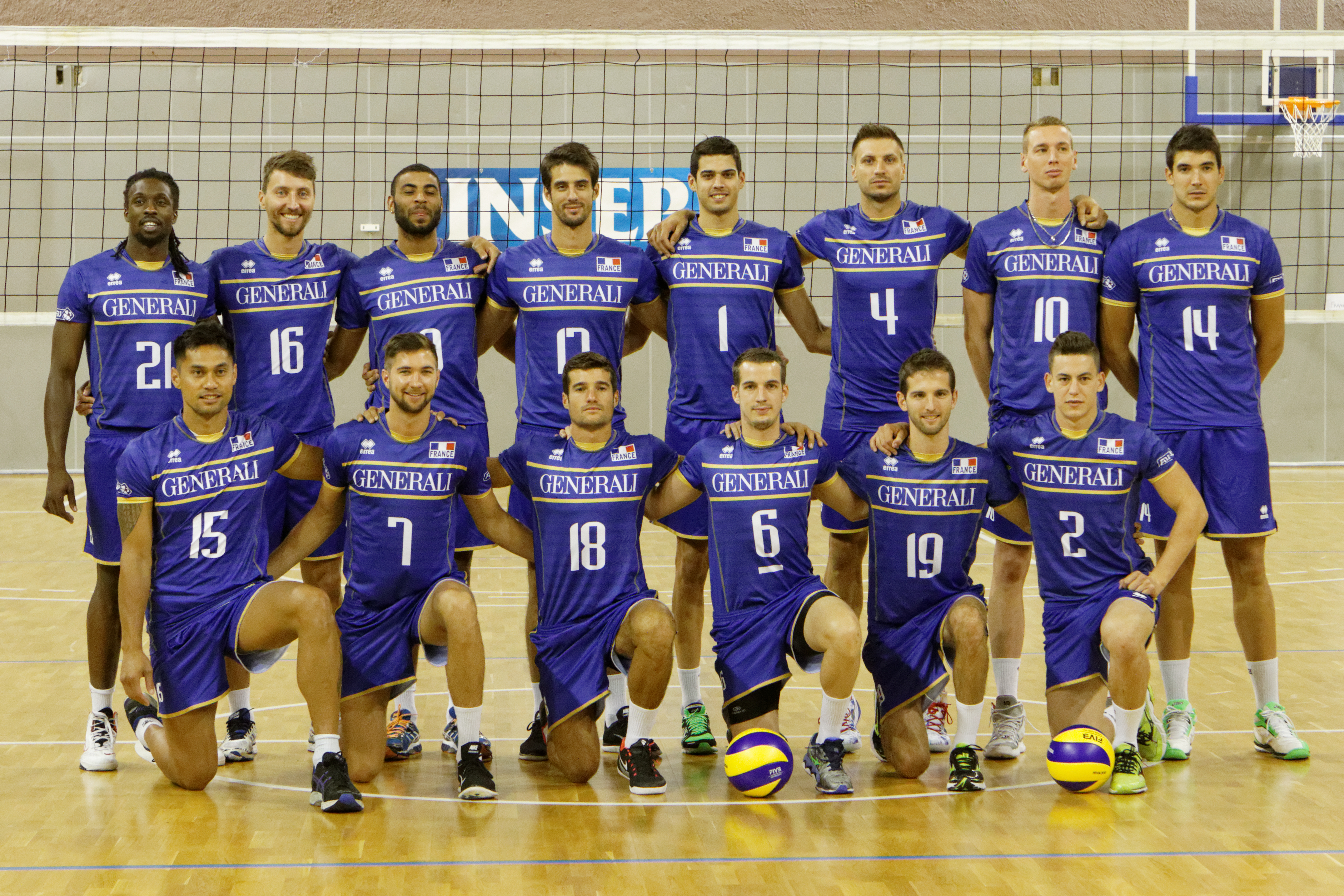
Đội tuyển bóng chuyền nam quốc gia Pháp tại Giải vô địch thế giới 2014

Generali ngày nay chủ yếu hoạt động ở châu Âu, Trung Đông và Đông Á với thị phần lớn ở Ý, Cộng hòa Séc, Ba Lan, Hungary, Đức (dưới cái tên Generali Deutschland), Pháp, Áo, Slovenia, Hà Lan, Croatia, Serbia (Generali Osiguranje), Tây Ban Nha, Thụy Sĩ, Romania, Israel, Nhật Bản, Trung Quốc và Bosnia & Herzegovina, ngoài ra còn có các hoạt động thứ cấp tại khi vực Mỹ Latinh. Hoạt động của công ty ở Hoa Kỳ tập trung chủ yếu vào mảng quản lý các sản phẩm tài chính do Tập đoàn đã thâu tóm Công ty Bảo hiểm của Mỹ là Business Men's Assurance Company of America (BMA) vào năm 1990 và các sản phẩm bảo hiểm du lịch như là một phần của Tập đoàn Europ Assistance.
Năm 2002, Generali bán chi nhánh bảo hiểm nhân thọ của BMA cho Ngân hàng Hoàng gia Canada. Năm 2013, Generali đã bán chi nhánh tái bảo hiểm tại Mỹ cho Scor.
Trên Đường Jaffa ở Jerusalem, Tòa nhà Generali (בניין ג'נרלי) được công ty xây dựng vào năm 1935 vẫn được biết đến với cái tên đó mặc dù công ty chỉ có chi nhánh tại Jerusalem trong tòa nhà từ năm 1935 đến năm 1946.
Tòa nhà Generali vẫn thuộc sở hữu của công ty bảo hiểm Ý thông qua đại diện địa phương là Công ty Bảo hiểm Migdal. Tòa nhà hiện là trụ sở của nhiều văn phòng chính phủ, bao gồm Cơ quan Quản lý Quận Jerusalem, Bộ Nội vụ, Bộ Nhập cư và Đăng ký Dân số và Văn phòng Kiểm toán Nội bộ. Đây là một thắng cảnh nổi tiếng của Jerusalem, do có bức tượng sư tử có cánh bằng đá lớn và được bảo quản tốt trên mái được gọi là Sư tử Saint Mark, Thánh quan thầy của Venezia đồng thời cũng là biểu tượng của công ty bảo hiểm Generali đã xuất hiện trên tất cả các chi nhánh của Tập đoàn trên toàn thế giới kể từ năm 1848.
Tại Ấn Độ, công ty được đại diện bởi Future Generali, một liên doanh của Future group và Assicurazioni Generali. Công ty chuyên cung cấp dịch vụ bảo hiểm tính mạng và tài sản hay bảo hiểm thương vong. Mảng kinh doanh bảo hiểm Phi Nhân thọ được biết đến với cái tên Công ty TNHH Bảo hiểm Future Generali India. Còn đối với bảo hiểm Nhân thọ được gọi là Công ty TNHH Bảo hiểm Nhân thọ Future Generali India.
Các công ty con chính của Tập đoàn gồm có, ở Ý: Genertellife, Alleanza Assicurazioni, Generali Italia và Banca Generali.
Ở Pháp: Europ Assistance

### Các công ty con ở Đông Âu
Năm 2006, Generali mua lại cổ phần kiểm soát của Delta Osiguranje, một công ty bảo hiểm của Serbia, từ Delta Holding. Năm 2014, tập đoàn đã mua lại số cổ phần còn lại từ các cổ đông thiểu số. Công ty con được đổi tên thành Generali Osiguranje Srbija.
Tập đoàn Generali cũng có các công ty con ở Croatia và Montenegro với tên gọi là Generali Osiguranje.

### Quyền sở hữu các ngân hàng
Assicurazioni Generali là chủ sở hữu thực sự của một số ngân hàng Ý, chẳng hạn như Banca Intesa (7,54% quyền sở hữu trực tiếp và gián tiếp) và Banca Nazionale del Lavoro (8,71980% vào năm 2004) với tư cách là chủ sở hữu thiểu số. Cả hai ngân hàng này đều không còn do Tập đoàn Generali nắm giữ nữa.
Banca Generali là công ty con của Assicurazioni Generali.

### Mediobanca
Vincenzo Maranghi và Enrico Cuccia giám sát rất nhiều hoạt động của Generali, do ảnh hưởng của Mediobanca trong các vấn đề tài chính của họ.